# 圣博内德富尔
圣博内德富尔（法語：Saint-Bonnet-de-Four，法語發音：[sɛ̃ bɔnɛ də fuʁ]）是法国阿列省的一个市镇，位于该省南部偏西，属于蒙吕松区。

## 地理
圣博内德富尔（46°18'46"N, 2°54'38"E）面积18.73 平方千米，位于法国奥弗涅-罗讷-阿尔卑斯大区阿列省，该省份为法国中部省份，北起涅夫勒省、西北接谢尔省，西南至克勒兹省，南至多姆山省，东南临卢瓦尔省，东临索恩-卢瓦尔省。
与圣博内德富尔接壤的市镇（或旧市镇、城区）包括：阿列省博讷、贝兹内、布洛马尔、卢鲁德博讷、蒙马罗、圣普列斯特昂米拉、萨兹雷。

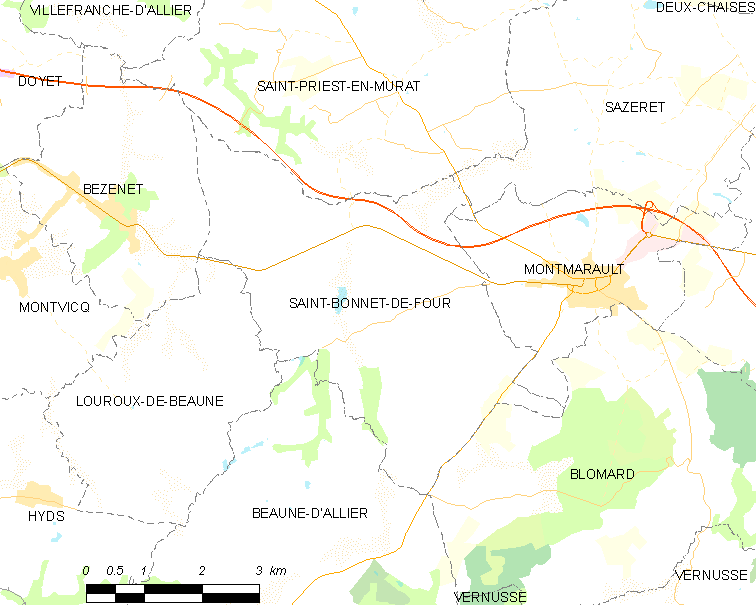
圣博内德富尔的OSM定位图

圣博内德富尔的时区为UTC+01:00、UTC+02:00（夏令时）。

## 行政
圣博内德富尔的邮政编码为03390，INSEE市镇编码为03219。

## 政治
圣博内德富尔所属的省级选区为科芒特里县。

## 人口

1962-2008年间圣博内德富尔人口变化图示

圣博内德富尔于2022年1月1日时的人口数量为223人。